# クイナ
クイナ（水鶏、秧鶏、水雉、Rallus indicus）は、ツル目 クイナ科 クイナ属に分類される鳥類。
日本の古典文学にたびたび登場する「くひな」「水鶏」は、別属のヒクイナを指していることが多い。（→ ヒクイナを参照）

## 分布
- 朝鮮半島、日本（本州中部以北）、シベリア東部などで繁殖し、冬季になるとインド東部、中華人民共和国南東部、日本（本州中部以南）などへ南下し越冬する[3][4][5][6][7]

## 形態
全長23-31センチメートル。翼開張38-45センチメートル。体重0.1-0.2キログラム。上面の羽衣は褐色や暗黄褐色で、羽軸に沿って黒い斑紋が入り縦縞状に見える。顔から胸部にかけての羽衣は青灰色。体側面や腹部の羽衣、尾羽基部の下面を被う羽毛は黒く、白い縞模様が入る。
虹彩は赤い。嘴は長い。嘴の色彩は褐色で、基部は赤い。後肢は褐色や赤褐色。
卵の殻は黄褐色で、赤褐色や青灰色の斑点が入る。繁殖期は嘴が赤い。

## 分類
以前はRallus aquaticus の1亜種とされていた。

## 生態
湿原、湖沼、水辺の竹やぶ、水田などに生息する。半夜行性で、昼間は茂みの中で休む。和名は本種ではなくヒクイナの鳴き声（「クヒ」と「な」く）に由来し、古くは本種とヒクイナが区別されていなかった。驚くと尾羽を上下に動かし、危険を感じると茂みに逃げ込む。
食性は雑食で、昆虫、クモ、甲殻類、軟体動物、魚類、両生類、小型鳥類、植物の茎、種子などを食べる。
繁殖形態は卵生。オスがメスの胸部に嘴で触れ、翼や尾羽を上げて下尾筒を収縮させる。メスは鳴き声をあげながらオスの周囲を徘徊し、嘴を互いに擦り付けたり羽づくろいをして求愛する。またオスはメスに食物を与える求愛も行う。繁殖期にペアで縄張りを形成する。草原、ヨシ原などに枯れ草などを組み合わせた皿状の巣を作り、6-11個の卵を産む。雌雄交代で抱卵し、抱卵期間は19-22日。雛は孵化してから2-3日で巣立ち、20-30日で飛翔できるようになる。生後1年で性成熟する。